# Sistema inalámbrico mundial

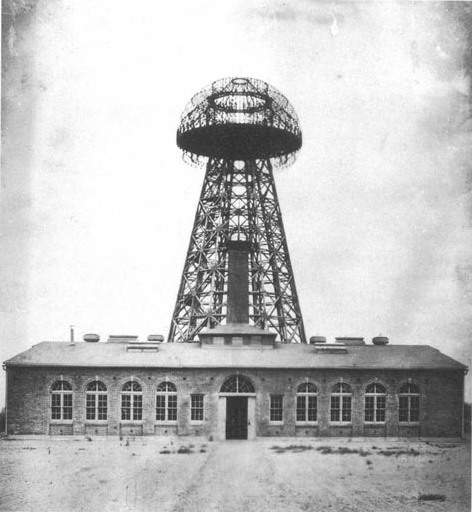
La planta de potencia Wardenclyffe en el que se dio el intento de Nikola Tesla para facilitar telecomunicaciones inalámbricas.

El Sistema Inalámbrico Mundial fue, primordialmente, un intento de transmisión de energía, y en segundo lugar, de telecomunicaciones inalámbricas, diseñado en el siglo XIX por Nikola Tesla, y basado en la teoría del uso de la Tierra y su atmósfera como un conductor. Tesla afirmaba que este sistema serviría para la transmisión de energía eléctrica inalámbrica a una escala global, así como para la transmisión inalámbrica de telecomunicaciones y retransmisiones. A finales de 1900, Tesla estaba convencido de que el banquero J. P. Morgan financiaría la construcción de una estación inalámbrica (temporalmente situada en Wardenclyffe), basada en la idea de transmitir mensajes que cruzarían el Atlántico desde Estados Unidos hasta Inglaterra; y a los barcos situados en alta mar. En cuanto Tesla firmó el contrato, decidió incluir la transmisión de energía inalámbrica para hacer una mayor competencia a la radio basada en el telégrafo de Guillermo Marconi (en italiano Guiglielmo Marconi). Lamentablemente, Morgan rechazó la inclusión de los cambios y el proyecto Wardenclyffe fue abandonado en 1906. Nunca se reabrió el proyecto.
Durante este periodo Tesla desarrolló numerosas patentes asociadas con el funcionamiento básico del sistema de transmisión  inalámbrica de energía; patentes que incluyeron diseños de transformadores, métodos de transmisión y métodos de señalización. 